# فيلما فان دن بيرغ
فيلما فان دن بيرغ (بالهولندية: Wilma van den Berg) (و. 1947  م) هي منافسة ألعاب القوى هولندية، ولدت في أودن، شاركت في الألعاب الأولمبية الصيفية 1972، والألعاب الأولمبية الصيفية 1968.

## روابط خارجية
- هذه المقالة غير مرتبط بويكي بيانات